# موزه آتش‌نشانی استونی
موزه آتش‌نشانی استونی (انگلیسی: Estonian Firefighting Museum) یک موزه درباره تاریخ آتش‌نشانی در شهر تالین، استونی است.
این موزه که در سال ۱۹۷۴ تاسیس شده یکی از قدیمی‌ترین موزه‌های آتش‌نشانی در شرق اروپا است. از سال ۱۹۷۴ تا ۲۰۰۳ ساختمان موزه در خیابان وانا-ویرو بود اما از سال ۲۰۰۳ به ساختمان جدید که یک ایستگاه آتش‌نشانی در خیابان راوا بود منتقل شد.